# 18075 Donasharma
18075 Donasharma è un asteroide della fascia principale. Scoperto nel 2000, presenta un'orbita caratterizzata da un semiasse maggiore pari a 2,4757252 UA e da un'eccentricità di 0,0955632, inclinata di 5,46712° rispetto all'eclittica.